# Sonic the Hedgehog 3
Sonic the Hedgehog 3 es un videojuego de plataformas de 1994 desarrollado y publicado por Sega para Sega Genesis. Al igual que los juegos anteriores de Sonic, los jugadores recorren niveles de desplazamiento lateral mientras recolectan anillos y derrotan enemigos. Controlan a Sonic y Tails, quienes intentan recuperar las Chaos Emeralds para evitar que el Doctor Robotnik relance su estación espacial, el Death Egg, después de que se estrelle en una misteriosa isla flotante. Sonic 3 presenta a Knuckles the Echidna, el guardián de la isla, que pone trampas para Sonic y Tails.
El desarrollo comenzó en enero de 1993 por Sega Technical Institute en California, poco después del lanzamiento de Sonic the Hedgehog 2. Inicialmente se desarrolló como un juego isométrico similar a lo que eventualmente se convertiría en Sonic 3D Blast (1996), pero se convirtió en un juego de plataformas 2D convencional debido a limitaciones de tiempo. Sonic 3 se desarrolló simultáneamente con Sonic & Knuckles; se planearon como un solo juego hasta que las limitaciones de tiempo y los costos de los cartuchos obligaron a los desarrolladores a dividirlo. El cartucho de Sonic 3 se puede conectar a un adaptador en el cartucho de Sonic & Knuckles, creando un juego combinado, Sonic the Hedgehog 3 & Knuckles. Michael Jackson compuso partes de la banda sonora, pero abandonó el proyecto y no se le dio crédito; las fuentes varían sobre cuánto de su trabajo se conservó, y muchas pistas fueron reemplazadas en relanzamientos.
Sonic 3 se lanzó en América del Norte y Europa en febrero de 1994, y en Japón en mayo. Al igual que sus predecesores, fue un éxito crítico y comercial, y los críticos lo vieron como una mejora con respecto a las entregas anteriores. Sonic 3 y Sonic & Knuckles vendieron un total de cuatro millones de copias en todo el mundo, lo que los colocó entre los juegos de Genesis más vendidos. Se han relanzado en varias compilaciones de Sega y Sonic.

## Sistema de juego

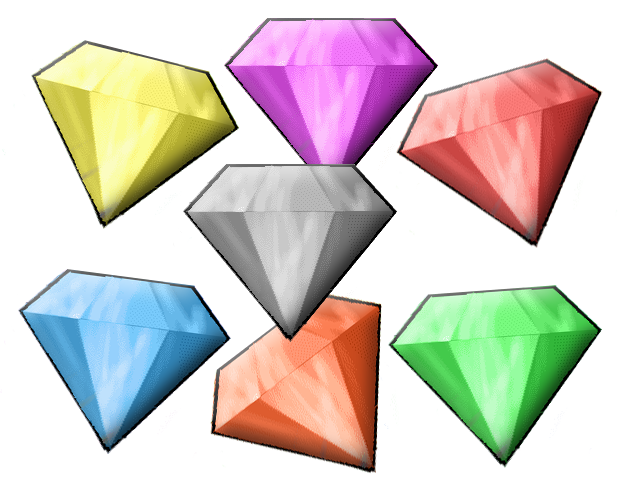
Las siete Chaos Emeralds se obtienen al completar las fases especiales, en la que se pueden acceder a través de anillos gigantes que están esparcidos en zonas del juego.

Sonic the Hedgehog 3 es un videojuego de plataformas de desplazamiento lateral en 2D. Al igual que en Sonic the Hedgehog 2, los jugadores pueden controlar a Sonic, Tails o ambos simultáneamente. En la primera opción, controlan a Sonic mientras Tails corre a su lado; un segundo usuario puede unirse en cualquier momento y usar a Tails por separado. Sonic 3 agrega la capacidad del personaje de volar por un corto tiempo haciendo girar sus colas gemelas como el rotor de un helicóptero. A diferencia de Sonic, Tails también puede nadar bajo el agua.
Sonic 3 se desarrolla en seis zonas, cada una dividida en dos actos. Los niveles están poblados por «badniks», robots creados por el villano, Dr. Robotnik; Sonic y Tails pueden derrotarlos saltando sobre ellos o usando el ataque «spin dash», que también le da al personaje un impulso de velocidad. Los niveles incluyen obstáculos y otras características como bucles verticales, sacacorchos, paredes rompibles, púas, agua en la que el jugador puede ahogarse y pozos sin fondo. Hay una pelea de minijefes con uno de los grandes y poderosos robots de Robotnik al final del primer acto de cada nivel y una pelea de jefes con Robotnik al final del segundo. Alcanzar un nuevo nivel guarda el juego en una de las seis ranuras de guardado.
Al igual que con los juegos anteriores de Sonic, Sonic 3 usa anillos, dispersos por los niveles, como un sistema de salud; cuando el jugador es atacado sin anillos, es aplastado, se cae fuera de la pantalla, se ahoga o excede el límite de diez minutos del acto, pierde una vida y regresa al checkpoint pasado más recientemente. Morir con cero vidas le da al jugador un game over. Los niveles también incluyen potenciadores en monitores de televisión que, cuando son golpeados, otorgan al personaje una vida extra, invencibilidad temporal a la mayoría de los peligros, una cantidad de anillos, un escudo que les permite respirar bajo el agua, un escudo que les permite resistir el fuego de los proyectiles enemigos o un escudo que atrae anillos cercanos.
Sonic 3 contiene dos tipos de etapas de bonificación. Cuando el jugador recolecta al menos cincuenta anillos y pasa un punto de control, puede teletransportarse al primer tipo, que implica rebotar en un corredor similar a una máquina de chicles para ganar potenciadores al presionar un interruptor. Ambos lados del corredor están alineados con aletas, que desaparecen cuando el personaje rebota en ellas, y el interruptor cae cuando se eliminan las dos aletas que lo sostienen. El piso del corredor contiene una plataforma de rebote, que también desaparece después de un uso; caer después hace que el jugador abandone el escenario con el potenciador más reciente recolectado.
El segundo tipo, que se activa al entrar en anillos gigantes que se encuentran en pasajes secretos, implica correr por un mapa 3D y pasar por todas las esferas azules dispuestas en patrones. Pasar por una esfera azul la vuelve roja, y tocar una esfera roja hace que el jugador abandone el escenario, a menos que el jugador haya completado un ciclo alrededor de una disposición de esferas azules, en cuyo caso todas estas esferas se convierten en anillos inofensivos. Quitar todas las esferas azules le da al jugador una Chaos Emerald; si Sonic —no Tails— recolecta las siete, desbloquea la habilidad de convertirse en Super Sonic, lo que lo hace invencible para la mayoría de los obstáculos. No recolectar las siete Chaos Emeralds desencadena una escena postcréditos en la que Robotnik y Knuckles se burlan del jugador.
Sonic 3 incluye un modo competitivo: dos jugadores, controlando a Sonic, Tails o Knuckles, corren a través de una o todas las cinco etapas que no aparecen en el juego principal. En estas mismas etapas, un solo jugador puede competir contra el reloj en ataques de tiempo.

### Sonic 3 & Knuckles
Sonic the Hedgehog 3 y Sonic & Knuckles fueron planeados como un solo juego, pero fueron lanzados por separado debido a las limitaciones de tiempo causadas por una promoción de McDonald's y las limitaciones de tamaño de los cartuchos. Sonic & Knuckles cuenta con un adaptador de tecnología «lock on» que permite conectar otros juegos de Genesis. Insertar el cartucho Sonic 3 crea un juego combinado, Sonic 3 & Knuckles. La función lock on está disponible en la mayoría de los relanzamientos.
Sonic the Hedgehog 3 & Knuckles permite al jugador jugar niveles de Sonic 3 como Knuckles o niveles de Sonic & Knuckles como Tails, o ambos Sonic y Tails. Otras características nuevas son la capacidad de recolectar Super Emeralds, desbloqueando nuevas formas «Hyper» para Sonic y Knuckles y una forma «Super» para Tails; opciones de guardado mejoradas; acceso a áreas a las que Sonic o Tails no podían acceder anteriormente; formas de jefe alteradas; y un final adicional que muestra a Sonic devolviendo la Master Emerald a Angel Island.

## Trama
Después de que Sonic y Tails derrotaran al Dr. Robotnik en Sonic the Hedgehog 2, la estación espacial de Robotnik, el Death Egg, se estrella en la isla flotante Angel Island. El impacto del Death Egg hace que la isla caiga al océano. Allí, Robotnik conoce a Knuckles the Echidna, el último miembro de una antigua civilización de equidnas que alguna vez habitó la isla. Knuckles es el guardián de la Master Emerald, que le otorga a la isla su poder de levitación y tiene un nivel de poder igual al de las siete Chaos Emeralds. Robotnik engaña a Knuckles haciéndole creer que Sonic está tratando de robar la Master Emerald, y que la base de lanzamiento es la base de Sonic, poniendo a los dos uno contra el otro mientras repara el Death Egg.
Sonic y Tails se acercan a Angel Island en su biplano, el Tornado. Sonic usa las Chaos Emeralds para transformarse en Super Sonic, pero Knuckles lo embosca y le roba las esmeraldas. Sonic y Tails viajan por la isla obstaculizados por Knuckles y Robotnik. En la Base de Lanzamiento, donde el Death Egg está en reparación, Sonic y Tails luchan contra Knuckles, pero el Death Egg se relanza. En una plataforma unida al Death Egg, derrotan a Robotnik, lo que hace que el Death Egg se estrelle nuevamente en Angel Island. La historia se reanuda en Sonic & Knuckles.

## Desarrollo
Al igual que Sonic the Hedgehog 2, Sonic the Hedgehog 3 fue desarrollado en California por Sega Technical Institute (STI). Después de la finalización de Sonic 2, el productor, Yuji Naka, se negó a desarrollar otro juego de Sonic si tenía que trabajar con los estadounidenses nuevamente. STI se dividió en dos equipos: uno compuesto por desarrolladores japoneses, que trabajaron en Sonic 3, y el otro por estadounidenses, que trabajaron en Sonic Spinball. Naka e Hirokazu Yasuhara fueron los creadores principales del documento de diseño y el cronograma del proyecto de Sonic 3. Naka seleccionó a la mayoría del equipo, mientras que el director de STI, Roger Hector, supervisó el desarrollo y Pamela Kelly dirigió el marketing.
El desarrollo comenzó en enero de 1993. El equipo inicialmente utilizó el chip Sega Virtua Processor, que permitía gráficos en 3D. Crearon un prototipo con gráficos isométricos con el título provisional Sonic 3D. El escenario especial original presentaba un Sonic poligonal en un escenario con forma de ocho. Cuando se hizo evidente que el chip no estaría terminado en 1994, Sonic 3 se reinició como un juego de plataformas en 2D más convencional. El diseñador Takashi Iizuka dijo que el chip era un experimento para ver si Sonic podía funcionar en 3D, y fue abandonado debido a su bajo recuento de polígonos. El concepto isométrico finalmente se utilizó para Sonic 3D Blast en 1996.
Según Naka, el equipo quería una historia más profunda para expandir el mundo de Sonic, lo que amplió enormemente el tamaño del proyecto. Como Sonic era un juego de acción con atractivo internacional, contaron la historia visualmente, utilizando escenas dentro del juego, en lugar de texto. Los niveles son el triple del tamaño de los de Sonic 2. Se utilizaron jefes adicionales, diferentes arreglos musicales y gráficos para distinguir el acto 1 y 2 de cada escenario. Muchos elementos fueron concebidos durante el desarrollo de Sonic 2, pero se pospusieron para Sonic 3.
Sonic 3 y Sonic & Knuckles fueron originalmente planeados como un solo juego. Sin embargo, los costos de fabricación de un cartucho de 34 megabits con NVRAM habrían sido prohibitivamente caros. Debido al alcance del juego y al compromiso de Sega of America de lanzar una importante promoción de la Happy Meal de McDonald's en febrero de 1994, el equipo lo dividió a la mitad a regañadientes, lo que les permitió tener más tiempo para desarrollar la segunda parte y dividir el costo entre dos cartuchos. La tecnología lock on del cartucho Sonic & Knuckles fue creada, nombrada e implementada para que Sonic 3 pudiera experimentarse como estaba previsto. Entre otras características, permitió a los desarrolladores mantener las rutas diseñadas para Knuckles en Sonic 3, que eran inaccesibles en el cartucho independiente.
Sonic 3 presenta el debut del rival de Sonic, Knuckles the Echidna. Se consideraron muchos diseños para el personaje; para el diseño final, Takashi Yuda eligió el tipo de animal y Pamela Kelly eligió el nombre. Yuda lo imaginó como un personaje secundario para Sonic y sintió que sería un buen personaje jugable. Mientras que Sonic simboliza la velocidad, Knuckles simboliza el poder, y el énfasis del personaje era romper paredes. La coloración de sus zapatos se inspiró en la bandera de Jamaica. El nombre original del personaje era «Dreds», en referencia a sus rastas. El diseño se probó con grupos de enfoque de niños estadounidenses. La capacidad de escalada de Knuckles permitió a los desarrolladores introducir una jugabilidad más vertical.
Hector dijo que Sonic 3 tuvo un desarrollo problemático. Recordó tener que evitar que el resto de Sega molestara al equipo y al mismo tiempo asegurarse de que el juego estuviera terminado a tiempo. Además, Héctor tuvo problemas para equilibrar los recursos entre Sonic 3 y otros proyectos, Naka a veces era visto como un líder severo y el personal de American STI que no estaba en el equipo de Sonic 3 se puso celoso de la prioridad dada al juego.

### Michael Jackson

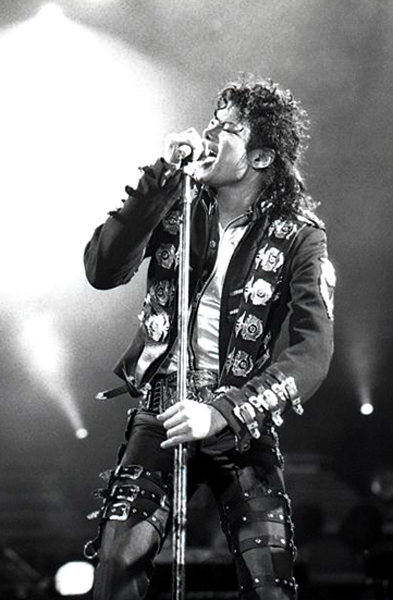
Según el equipo de desarrollo, Michael Jackson compuso partes de la banda sonora de Sonic 3, pero no se le dio crédito. Los empleados de alto rango de Sega negaron su participación.

Según varias fuentes involucradas en el desarrollo, Sega contrató al músico pop Michael Jackson para componer música para Sonic 3, pero abandonó el proyecto y no fue acreditado. Los fanáticos especularon sobre similitudes con la música de Jackson, pero su participación no se supo hasta que Hector lo mencionó en una entrevista en 2005.
Jackson era un fan de Sonic: 292  y había colaborado con Sega en el juego arcade de 1990 Moonwalker. El director de gira de Jackson, Brad Buxer, reunió un equipo y trabajó en el proyecto durante cuatro semanas en Record One en Los Ángeles en 1993. Desarrollaron pistas completamente desarrolladas, con amplias muestras de beatboxing de Jackson, para ser adaptadas para Genesis. Hector dijo que el trabajo tenía un sonido al estilo Michael Jackson reconocible. Naka dijo que el equipo de desarrollo visitó la casa de Jackson en Neverland Ranch durante el desarrollo. Naoto Ohshima, el cocreador de Sonic, dijo que Jackson grabó una cinta de demostración a capela para Sonic 3.: 301 
Durante el desarrollo, surgieron acusaciones de abuso sexual infantil contra Jackson. Buxer dijo que el equipo no recibió instrucciones de detener el trabajo y envió la banda sonora terminada a Sega a mediados de 1993. Según Hector y Ohshima, la participación de Jackson se terminó después de las acusaciones.: 301  Sin embargo, Buxer y otros dos miembros del equipo de Jackson, Doug Grigsby III y Cirocco Jones, dijeron que Jackson no figuraba en los créditos porque no estaba contento con la forma en que Genesis, que era incapaz de reproducir audio de alta calidad, replicaba su música.
La música de Jackson ya se había implementado y tuvo que ser reelaborada rápidamente por Howard Drossin, que se había unido al proyecto esperando trabajar con Jackson. Otras pistas fueron compuestas por miembros del equipo de sonido de Sega, como Jun Senoue, quien se convirtió en un compositor habitual de la serie. Según Buxer, Grigsby y Jones, su música permaneció en el juego. Jones se atribuyó a sí mismo junto con Jackson y Buxer las pistas musicales para los «niveles 2 y 3» de «Sonic the Hedgehog» en su sitio web. Una fuente anónima involucrada en el desarrollo también le dijo a GameTrailers que las contribuciones de Jackson, como el tema de Carnival Night Zone, permanecieron. En 2013, se descubrió que la música de IceCap Zone se derivaba de una canción inédita de 1982, «Hard Times», de la banda de Buxer, The Jetzons. La música de los créditos de Sonic 3 se convirtió en la base del sencillo de Jackson de 1996 «Stranger in Moscow».
El personal de alto rango de Sega, incluido el presidente de Sega of America, Tom Kalinske, dijo que cualquier participación de Jackson se organizó sin su conocimiento y que no se hicieron acuerdos formales. En 2013, Hector dijo que cualquier similitud con la música de Jackson en Sonic 3 no fue intencional. El periodista Ken Horowitz planteó preguntas sobre la supuesta participación de Jackson, como cómo un acuerdo entre Sega y Jackson pudo haberse mantenido en secreto de los medios, por qué el marketing de Sega nunca mencionó la participación de Jackson y por qué Jackson reutilizaría música originalmente compuesta para un videojuego. Según Buxer, Jackson solo trabajó en una de las cuarenta y un pistas que compuso su equipo. Retro Gamer razonó que, si esto fuera cierto, era poco probable que alguna música compuesta por el propio Jackson permaneciera en el juego.
Algunas pistas de Sonic 3 fueron reemplazadas en el port de Windows de 1997 Sonic & Knuckles Collection, así como en la remasterización incluida en la compilación de 2022 Sonic Origins. Estas pistas también aparecen en un prototipo de Sonic 3 descubierto en 2019, lo que sugiere que fueron escritas antes de ser reemplazadas por la música de Jackson. En 2019, GameRevolution notó que Sonic 3 había sido relanzado con menos frecuencia desde la muerte de Jackson en 2009 y especuló que esto se debía a problemas legales con su patrimonio.

## Lanzamiento
Sonic 3 fue lanzado en Norteamérica el 2 de febrero de 1994 —Día de la Marmota—, en Europa el 24 de febrero y en Japón el 27 de mayo. Sega gastó 20 millones de dólares en su comercialización en los Estados Unidos. Para promocionar el lanzamiento europeo, la banda británica Right Said Fred adaptó su canción «Wonderman» para incluir referencias a Sonic. La canción fue utilizada en anuncios de Sonic 3 y lanzada como sencillo, que llegó al puesto número 55 en el Reino Unido. Una versión de un solo cartucho de Sonic 3 y Sonic & Knuckles, Sonic the Hedgehog 3 Limited Edition, fue cancelada. Una imagen ROM de esta versión se filtró en línea en 2008.

### Portsy relanzamientos
Sonic 3 está incluido en las compilaciones Sonic Jam (1997) para Sega Saturn, Sonic & Knuckles Collection (1997) y Sonic & Garfield Pack (1999) para Windows, Sonic Mega Collection (2002) para GameCube, Sonic Mega Collection Plus (2004) para PlayStation 2, Xbox y Windows, Sonic's Ultimate Genesis Collection (2009) para Xbox 360 y PlayStation 3, y Sonic Classic Collection (2010) para Nintendo DS. La versión de Sonic Jam introduce opciones de «remix»: el modo «Normal» altera el diseño de los anillos y los peligros, y el modo «Easy» elimina ciertos actos.
Sonic the Hedgehog 3 fue lanzado para la consola virtual de Wii en septiembre de 2007 y para Xbox Live Arcade el 10 de junio de 2009. La versión de Xbox fue desarrollada por Backbone Entertainment y tiene gráficos mejorados para alta definición, tablas de clasificación en línea, soporte para multijugador a través de pantalla dividida y Xbox Live, y un nuevo sistema de guardado que permite guardar el progreso en cualquier lugar durante el juego. Una versión para PC fue lanzada a través de Steam en enero de 2011, como Sonic 3 & Knuckles, pero luego fue eliminada de la lista, al igual que los otros títulos clásicos, cuando se lanzó Sonic Origins.
Sonic 3 no se incluyó en Sega Genesis Mini (2019), una consola dedicada que contiene cuarenta juegos de Genesis. AtGames, que estuvo brevemente involucrado en el desarrollo de la consola, dijo que la exclusión se debió a problemas de licencia con la banda sonora. En 2014, los desarrolladores independientes Christian Whitehead y Simon Thomley propusieron a Sega una remasterización de Sonic 3 & Knuckles para iOS y Android, desarrollada con el Retro Engine de Whitehead, similar a sus remasterizaciones de juegos anteriores de Sonic. A pesar del entusiasmo de los fanáticos, Sega no desarrolló el proyecto. Thomley especuló que esto se debió a problemas legales con respecto a la música.
En 2022, Sonic 3 & Knuckles fue relanzado por primera vez desde 2011 como parte de la compilación Sonic Origins. La versión Origins es una nueva remasterización que se ejecuta en el Retro Engine, desarrollada por Simon Thomley de Headcannon, quien anteriormente trabajó en Sonic Mania y versiones remasterizadas de otros juegos de Sonic para Genesis. Origins agrega características que incluyen soporte de pantalla ancha y, en la versión ampliada, Amy Rose como personaje jugable. Como Sega no pudo utilizar la banda sonora original de Sonic 3 & Knuckles, Senoue produjo reordenamientos de la música MIDI incluida en Sonic & Knuckles Collection utilizando el chip de sonido del Genesis original.

## Recepción
En los Estados Unidos, Sonic 3 fue el juego más vendido de Sega Genesis en febrero de 1994. Se convirtió en uno de los juegos más vendidos de Genesis, vendiendo al menos 1,02 millones de copias en los Estados Unidos, con Sonic 3 y Sonic & Knuckles vendiendo un total combinado de 4 millones de cartuchos en todo el mundo.
Al igual que sus predecesores, Sonic 3 recibió elogios de la crítica. Los críticos generalmente sintieron que Sonic 3 era el mejor juego de la serie hasta el momento. Andrew Humphreys de Hyper, quien se declaró no fanático de Sonic, dijo que era «sin duda» el mejor de la serie, incluido el aclamado pero oscuro Sonic CD, aunque dijo que prefería las etapas especiales de Sonic 2 por un pequeño margen. Sega Magazine, sin embargo, declaró que Sonic 3 tiene mejores etapas especiales y no solo era superior a Sonic 2 en su conjunto, sino que sería «un serio contendiente para el premio al Mejor Juego de Plataformas de la Historia». Sega Power escribió que a pesar de su escepticismo, lo encontraron «excelente» y fácilmente «el más explorable y jugable» de la serie. Electronic Gaming Monthly también comparó a Sonic 3 favorablemente con Sonic 1, 2 y CD y le otorgó su premio de «Juego del mes». Más tarde lo clasificaron en el número 1 en The EGM Hot 50, lo que indica que recibió la puntuación promedio más alta de cualquier juego que habían revisado en el último año. Lionel Vilner de Génération 4 creía que Sonic 3 ofrecía más desafío que sus predecesores. The Unknown Gamer de GamePro proclamó que «demuestra que puedes enseñarle a un viejo erizo trucos nuevos y emocionantes. Toma esa vieja magia de Sonic, agrega nuevas y divertidas variaciones y tendrás otro juego espectacular».
Algunos críticos sintieron que Sonic 3 había innovado muy poco con respecto a los juegos anteriores de Sonic. Humphreys de Hyper vio sólo «algunas características nuevas» mientras que Sega Power pensó que «no era tan diferente» y el escritor de Nintendo Life Damien McFerran dijo que «no hay muchos elementos nuevos aquí para ser brutalmente franco». Si bien Deniz Ahmet de Computer and Video Games estuvo de acuerdo en que el juego era «más de lo mismo», se sintió apaciguado por las ideas nuevas e imaginativas. Sin embargo, Electronic Gaming Monthly disfrutó de los nuevos potenciadores. Se elogiaron muchos aspectos del diseño de niveles; Electronic Gaming Monthly y Sega Power disfrutaron de las etapas expansivas, las áreas secretas, el diseño de niveles mucho menos lineal y la dificultad. Mean Machines estuvo de acuerdo, describiendo el juego como «una montaña rusa de principio a fin» y enumerando Carnival Night como su nivel favorito, que describieron como «probablemente la parte del juego más hábilmente programada en la historia de Megadrive». Humphreys y Mean Machines sintieron que el juego era demasiado corto, pero ellos y Sega Magazine sintieron que su modo de dos jugadores y la recolección de esmeraldas extenderían significativamente el valor de rejugabilidad. Sega Magazine disfrutó de tener la capacidad de jugar como Knuckles en el modo de dos jugadores. The Unknown Gamer sintió que si bien el modo de dos jugadores era menos divertido que el juego principal, era mucho mejor que Sonic 2 debido al cambio de formato de pantalla dividida a pantalla completa.
Las imágenes fueron muy bien recibidas. Humphreys describió a Sonic 3 como «uno de los juegos más hermosos que existen» y lleno de «nuevos trucos visuales llamativos», destacando la ascensión de Sonic por tuberías y caminos en espiral como particularmente inventivos. Sega Magazine exclamó que sus gráficos eran «brillantes» incluso para un juego de Sonic, mientras que Provo elogió los fondos «elaborados». Mean Machines pensó de manera similar, elogiando especialmente el desplazamiento rápido de la cámara, la diversidad de los temas de los niveles y la estética general «más gruesa y detallada». Rik Skews de Computer and Video Games afirmó que «los gráficos eran impresionantes, la atención al detalle es impresionante». Ahmet de la misma publicación también señaló que los gráficos eran más detallados que los de las entregas anteriores. The Unknown Gamer describió los escenarios como que tenían «magníficos detalles de fondo y muchos detalles visuales» y quedó impresionado por los nuevos obstáculos que Sonic puede atravesar a máxima velocidad.
Los efectos de sonido y la música también fueron bien recibidos, aunque algo menos que las imágenes. Sega Magazine los describió como «brillantes» y «muy superiores» a los de Sonic 2. Mean Machines afirmó que cada nivel tenía «grandes melodías» y efectos de sonido y elogió especialmente la música final. Sin embargo, Humphreys describió el sonido como «Sonicero... con énfasis en lo “ero”»; También lo encontró sorprendentemente similar a las bandas sonoras de los dos primeros juegos de Sonic. The Unknown Gamer también escuchó similitudes musicales con entregas anteriores y describió las pistas individuales como «pegadizas... hasta que las has escuchado cien veces».
Tras el lanzamiento de Sonic & Knuckles, la versión Sonic 3 & Knuckles del juego fue aclamada por la crítica. Computer and Video Games calificó esta versión del juego con un 97 % y dijo que, si bien «tienes que comprar Sonic 3 y Sonic and Knuckles para disfrutarlo por completo», Sonic 3 & Knuckles «es la mejor experiencia de plataforma de la historia» y «para lo que se inventaron los videojuegos».

### Reseñas retrospectivas
En el agregador de reseñas GameRankings, Sonic 3 tiene una puntuación del 89 %, según cinco reseñas publicadas en la década de 2000. La versión de Xbox 360 tiene una puntuación del 79 % en Metacritic. Lucas M. Thomas de IGN escribió que Sonic 3 «completó la trilogía como el mejor de todos». Dan Whitehead de Eurogamer, sin embargo, consideró que Sonic & Knuckles era superior.
Frank Provo de GameSpot escribió que la adición más significativa fue su sistema de guardado. También disfrutó de los nuevos potenciadores. Whitehead dijo que los grandes escenarios mantendrían a los jugadores lo suficientemente absortos. Thomas y Provo disfrutaron del uso de escenas cinemáticas sin palabras para crear una historia coherente y conectar temáticamente las zonas. Sin embargo, McFerran sintió que las imágenes habían sido degradadas, particularmente el sprite «más tonto» de Sonic y las «infames texturas “punteadas”». Thomas pensó que la música era «impresionante», pero no del todo a la par con la de Sonic 2.
Algunos críticos, como Adam Ghiggino de PALGN, sintieron que Sonic 3 había sido mejorado de manera insuficiente para relanzamientos. Whitehead de Eurogamer deseaba que se hubiera implementado el modo cooperativo en línea. Provo de GameSpot y Thomas de IGN deseaban que Sega hubiera relanzado Sonic 3 y Sonic & Knuckles juntos como Sonic 3 & Knuckles. Mega lo clasificó como el quinto mejor juego de Genesis en noviembre de 1994. En 2014, GamesRadar clasificó a Sonic 3 & Knuckles como el séptimo mejor juego de Genesis. En 2013, Jeremy Parish de US Gamer lo clasificó en octavo lugar.

## Legado
Sonic 3 fue la primera aparición de Knuckles the Echidna, quien tuvo un papel destacado en los juegos posteriores de Sonic. Sonic the Comic (Reino Unido) y el cómic de Archie de Sonic the Hedgehog (Estados Unidos) publicaron adaptaciones del juego.
Para el 20 aniversario de Sonic, Sega lanzó Sonic Generations, un juego que rehizo aspectos de varios juegos anteriores de la franquicia. La versión de Nintendo 3DS presenta una nueva versión del jefe final, «Big Arms», y una versión reorganizada del tema «Game Over». El nivel Hydrocity también fue remezclado en Sonic Mania (2017), y el nivel Angel Island tuvo su primera sección recreada en el «Modo Encore» de Sonic Mania Plus (2018).
El largometraje Sonic the Hedgehog 2 se inspira en Sonic 3, aunque no es una adaptación directa.